# Deir-ez-Zor-Offensive
Die Region Deir ez-Zor und die gleichnamige Stadt sind im syrischen Bürgerkrieg seit 2011 umkämpft. Der militärische Konflikt begann 2011 als Baschar al-Assad als Reaktion auf Proteste gegen seine Regierungsführung Truppen in die Gegend verlegen ließ. Bis 2014 bekämpften sich die Freie Syrische Armee (FSA) und die Streitkräfte Syriens (SAA).
Im April 2014 übernahm der IS die Position der FSA. Der IS belagerte die verbleibenden Truppen der SAA, konnte sie jedoch nie ganz aus der Stadt vertreiben.
Im Sommer 2017 wurde der IS aus der Stadt vertrieben. Ende 2017 hält der IS noch wenige Gebiete in der Region Deir ez-Zor.

## Strategische Bedeutung des Distrikt Deir ez-Zor
Im Distrikt Deir az-Zur befinden sich eine Reihe von Ölfeldern. Diese wurden bereits Jahrelang ausgebeutet. Der IS verfügte nicht über die Technologie um diese Felder optimal zu nutzen. Dennoch verdiente er nach Schätzungen der Financial Times 1,5 Millionen Dollar am Tag. Der Großteil der Öl- und Gasfelder befindet sich östlich des Euphrat.
Der Euphrat bildet eine natürliche Flussoase, die Landwirtschaft und damit urbanes Leben ermöglicht. Stützpunkte am Euphrat ermöglichen ein Durchqueren der Wüste in Ost-West-Richtung. Die Stadt Deir ez-Zor gilt als wichtiger Verkehrsknotenpunkt.
Ein Großteil der in Syrien hergestellten Nahrungsmittel stammt aus dieser Region.

## Kampfhandlungen

Militärische Situation in Deir ez-Zor im März 2014

### Beginn des Bürgerkrieges
Ab März 2011 kam es zu Protesten gegen die syrische Regierung in der Stadt und der Region Deir ez-Zor. Die Regierung unter Präsident Assad setzte spätestens ab dem Juli 2011 Truppen ein, um die Region zu befrieden. Bis Ende 2013 hatten die Rebellen der Freien Syrischen Armee die regime-treue Syrisch Arabische Armee aus der Region weitestgehend vertrieben.
Im April 2014 attackierte der IS mit im Irak erbeutetem Kriegsgerät die Rebellen und übernahm deren Stützpunkte. Der IS setzte den Kampf gegen die Assad-treuen Kräfte unvermindert fort.

### Eroberung und Belagerung durch den IS
Im Januar 2017 gelang es dem IS, die Verbindung zwischen den beiden von Regierungstruppen kontrollierten Gebieten abzuschneiden und diesen schwere Verluste zuzufügen. Eine Offensive des IS am 22. Januar in Richtung der Innenstadt konnte durch die SAA abgewehrt werden.
Russland griff im Rahmen seines Militäreinsatzes in Syrien auf der Seite der Regierungstruppen mit Luftunterstützung ein. Am 17. Januar 2017 griffen sechs Tu-22M3-Bomber Ziele des IS im Gebiet von Deir ez-Zor an. Jedes Flugzeug warf zwölf OFAB-250-270-Sprengbomben ab. Die Bomber erhielten Begleitschutz von Su-30- und Su-35-Kampfflugzeugen, welche vom Militärflugplatz Hmeimim gestartet waren. Im Verlauf des Januar lieferten sich beide Seiten verlustreiche Gefechte, insbesondere um ein Zementwerk im Stadtteil Qalamun. Der IS ließ am 29. Januar über sein Sprachrohr Amaq verkünden, die Kontrolle über mehrere westlich gelegene Standorte des Luftwaffenstützpunktes erlangt zu haben. Im Laufe der Monate kam es zu weiteren schweren Gefechten, hierbei wurden die Regierungstruppen insbesondere von der Republikanischen Garde, den Quwwat an-Nimr und von schiitischen Milizen unterstützt. Russland unterstützte diese Truppen mit seiner Luftwaffe. Am 3. November 2017 wurde der erfolgreiche Abschluss der Offensive vermeldet, der IS sei komplett vertrieben worden. Die Stadt war seit 2011 zwischen der Regierung Assad und dem IS umkämpft. Einen Tag später, am 4. November 2017, wurden bei einem Anschlag mit einer Autobombe in Deir ez-Zor mindestens 75, nach anderen Quellen mehr als 100 Menschen getötet.
Issam Zahreddine, ein bekannter Generalmajor der Republikanischen Garde, starb bei der Offensive am 18. Oktober 2017 durch eine Landmine.

### Eroberung der Gebiete durch SAA und SDF

Militärische Lage am 16. Januar 2017, Rot: Syrische Truppen, Grau: Islamischer Staat

Im Sommer 2017 meldeten beide Seiten Erfolge im Kampf gegen den IS in der Region. Medien sprachen von einem Wettrennen um Deir ez-Zor.

### Entwicklung nach der Vertreibung des IS

#### Wiederaufbau
Um die Gebiete östlich und westlich des Euphrat militärisch miteinander zu verbinden, stellten russische Pioniereinheiten am 27. September 2017 eine Pontonbrücke fertigt. Die Brücke ist nach Worten des russischen Offiziers Wladimir Burowzew, für die Verlegung von Militärtechnik und Truppen ans Ostufer des Euphrat bestimmt. Die Brücke hat eine Kapazität von 8000 Militärfahrzeugen am Tag und kann auch von Panzern überquert werden.

#### Zusammenstöße zwischen SAA und SDF am 8. Februar 2018
Am 8. Februar 2018 kam es zu schweren Zusammenstößen zwischen Kräften der SAA und SDF. Dabei griffen nach amerikanischen Angaben 500 Kämpfer unterschiedlicher Einheiten koordiniert das Hauptquartier der SDF an, in dem sich auch amerikanische Soldaten befanden. 100 Kämpfer auf Seiten der SAA kamen nach dieser Darstellung ums Leben.
Russische Kräfte sprachen von 25 Opfern. Die SAA behauptet, dass sich ihre Operation gegen den IS richtete. Dessen nächste bekannten Kräfte befinden sich jedoch etwa 80 km entfernt. Später präzisierte Sputnik News die russische Darstellung dahingehend, dass es sich bei dem Operationsziel um ein vom IS besetztes Öl- und Gasfeld namens Al-Isba handelt. Die Geostationierung dieses Ölfeldes befindet sich in einem Gebiet, welches die Kurdischen Kräfte für sich beanspruchen. Die Industriedatenbank "industryabout" führte das Ölfeld zum Zeitpunkt der SAA-Operation unter IS-Herrschaft.
Unter den Opfern waren Kämpfer der privaten russischen Söldnerarmee Gruppe Wagner, die zuvor in der Ukraine gekämpft haben und russische Ingenieure. Weiter waren unter den Opfern Kämpfer der Hezbollah. Die Deutsche Presseagentur berichtet, dass unter den Getöteten afghanische Kämpfer gewesen seien. Die Syrische Beobachtungsstelle vermeldete, dass der Angriff von lokalen Stammesleuten ausging. In der Folge kam es zu weiteren verlustreichen Gefechten, aber keiner Veränderung des Grenzverlaufes.